# Калугин, Михаил Петрович
Михаил Петрович Калугин (укр. Михайло Петрович Калугін; 20 ноября 1994, Харьков) — украинский футболист, защитник клуба «Мурас Юнайтед».

## Биография
Воспитанник харьковского футбола, на юношеском уровне выступал за местные команды «Металлист», «Гелиос» и «Восток». Позже играл за дубли «Ильичёвца», «Металлиста» и «Стали» (за последний — в чемпионате Луганской области). В 2014 году переехал в клуб второго словацкого дивизиона «Бодва», откуда спустя год вернулся обратно, пополнив состав черновицкой «Буковины». Зимой 2015 года по истечении соглашения покинул клуб.
В феврале 2016 года подписал двухлетний контракт с белорусским клубом «Крумкачы». Михаил сразу заработал место в составе на позиции левого защитника. В сезоне 2017 стал чаще появляться на поле. Первый гол за «ворон» забил 2 апреля, в матче-открытии чемпионата против «Витебска». Этот мяч остался единственным в матче. Летом 2017 года находился на просмотре в донецком «Олимпике», но главный тренер команды решил не подписывать с футболистом контракт. Вернувшись в «Крумкачы», по обоюдному соглашению стороны разорвали контракт. Позже был на просмотре в могилевском «Днепре», однако не договорился об условиях контракта и в итоге вернулся в Белоруссию, подписав соглашение с «Крумкачами».
В августе 2017 года перешёл в жодинский «Торпедо-БелАЗ». Сходу стал основным игроком команды. В августе 2018 года перешел в футбольный клуб «Ислочь», подписав контракт до декабря 2019 года. Однако уже в феврале 2019 стал игроком другого клуба: «Арарат» (Ереван). За который выступал недолго, поскольку вернулся к представителю элиты белорусского футбола, а именно присоединился к составу «Днепра» из города Могилёв. С нового года вернулся в чемпионат родной страны, в качестве игрока одесского «Черноморца», а уже летом стал игроком клуба «Рух» (Львов).

## Достижения
- Финалист Кубка Кыргызстана: 2023